# Louise Schack Elholm
Louise Schack Elholm (født 26. oktober 1977) er en dansk politiker fra Venstre, der var kirkeminister, minister for landdistrikter og minister for nordisk samarbejde i perioden 15. december 2022 til 23. november 2023 i SVM-regeringen. Hun har været medlem af Folketinget for Venstre siden 2007.
Elholm er cand.polit. fra Københavns Universitet i 2006, og gift med folketingsmedlem Torsten Schack Pedersen, med hvem hun har to børn.
Hun har været bolig- og folkeskoleordfører for Venstre, samt medlem af By- og Boligudvalget, Børne- og Undervisningsudvalget, Beskæftigelsesudvalget og Ligestillingsudvalget. Hun er tidligere ligestillings- og familieordfører. 
Hun blev i 2022 kirkeminister, minister for landdistrikter og minister for nordisk samarbejde. Hun fratrådte som minister ved en regeringsrokade 23. november 2023 og blev afløst af Morten Dahlin, efter at Venstre fik ny formand.